# Yildiz Akdogan
Yildiz Akdogan (tyrkisk: Yıldız Akdoğan;[kilde mangler] født 29. april 1973 i Tyrkiet) er cand.scient.pol. en dansk-kurdisk politiker. Hun var medlem af Folketinget for Socialdemokraterne i 2007-2011 og blev igen medlem af Folketinget den 21. oktober 2014 efter Karen Hækkerups mandatnedlæggelse.

## Baggrund
Yildiz Akdogan blev født i 1973 i Tyrkiet som datter af Halil Akdogan og Hanim Akdogan.
I 1979 kom hun til Esbjerg, og hendes var gæstearbejdere dér.
Yildiz Akdogan gik i den esbjergensiske Rørkjær Skole fra 1983 til 1990 og blev sproglig student fra Esbjerg Statsskole i 1993.
Hun blev cand.scient.pol. på Aarhus Universitet i 2006.
Fra 2003 til 2004 var Akdogan journalist og webredaktør på Politiken, HABER;
derefter assistent hos Dansk Industri fra 2004 til 2006.
Hun var ansat som politisk konsulent i 2007 hos Dansk Erhverv. Siden august 2013 har hun været ansat som projektleder hos Dansk Kommunikation.[kilde mangler]

## Politisk karriere
Akdogan blev valgt til Folketinget ved valget den 13. november 2007. Ved dette valg opnåede hun 1.467 personlige stemmer.
Yildiz Akdogan arbejdede som Socialdemokraternes IT-ordfører og var derudover medlem af Europaudvalget, Kulturudvalget, og Dansk Interparlamentarisk Gruppes bestyrelse.[kilde mangler]
Ved Folketingsvalget 2011 opnåede hun 2.599 personlige stemmer i Københavns Storkreds og stod til at få et tillægsmandat, men dette gik i stedet til Torben Hansen fra Østjyllands Storkreds. 
Hun måtte derfor forlade Folketinget.
I efteråret 2012 blev Akdogan formand for LIVa - Forening mod skadevirkninger af prostitution.
Yildiz Akdogan var kandidat til Københavns Borgerrepræsentation ved Kommunalvalget 2013 hvor hun opnåede valg.
Efter Karen Hækkerups exit fra Folketinget i oktober 2014, vendte Yildiz Akdogan tilbage til Folketinget. I den forbindelse overtog Tue Hækkerup den ledige plads efter Yildiz Akdogan i Københavns Borgerrepræsentation.
Ved Folketingsvalget 2015 vandt hun med 4.284 personlige stemmer Socialdemokraternes 3. kredsmandat i Københavns Storkreds.

## Trusler
Akdogan har oplevet at få trusler fra tilhængere af Recep Tayyip Erdoğan, der bor i Danmark. I forbindelse med Folketingsvalget 2019 mødte hun udsagn på Facebook fra egne trosfæller om, at hun ikke var en rigtig muslim, fordi hun er gift med en dansker, og at man af den grund ikke skulle stemme på hende. Hun har også oplevet, at herboende salafister direkte antastede hende og kom med truende kommentarer i forbindelse med folketingsvalg, hvilket har gjort, at der er nogle bestemte områder, hvor hun ikke vil færdes, medmindre hun følges med nogle.

## Privat
Yildiz Akdogan blev i 2010 gift med Jonas Holm, og parret har en datter. Hun har en tyrkisk-kurdisk baggrund.